# دیدیه فلامان
دیدیه فلامان (به فرانسوی: Didier Flamand) (زادهٔ ۱۲ مارس ۱۹۴۷) کارگردان تئاتر و هنرپیشه اهل فرانسه است. این هنرمند تاکنون در بیش از ۱۵۰ فیلم بازی کرده‌است. از فیلم‌هایی که وی در آن نقش داشته‌است می‌توان به زیر آسمان برلین، کد مجهول، شکلات، رودهای قرمز، خورش آلو با مرغ، اگر من یک مرد ثروتمند بودم، خدمتکار و به گذشته نگاه نکن اشاره کرد.